# Theretra ugandae
Theretra ugandae är en fjärilsart som beskrevs av Clark 1923. Theretra ugandae ingår i släktet Theretra och familjen svärmare. Inga underarter finns listade i Catalogue of Life.